# سكوت آدامز (لاعب كرة قدم أمريكية)
سكوت آدامز (بالإنجليزية: Scott Adams)‏ هو لاعب كرة قدم أمريكية أمريكي، ولد في 28 سبتمبر 1966 في ليك سيتي في الولايات المتحدة، وتوفي في 16 سبتمبر 2013 في مقاطعة أوكوني في الولايات المتحدة بسبب نوبة قلبية.

## وصلات خارجية
- سكوت آدامز على موقع مرجع كرة القدم المحترفة.كوم (الإنجليزية)
- سكوت آدامز على موقع JustSportsStats.com (الإنجليزية)